# Johann Gottfried Herder
Johann Gottfried von Herder [herdr] (25. srpna 1744 Mohrungen [dnes Morąg], Východní Prusko – 18. prosince 1803 Výmar) byl německý spisovatel, filozof, průkopník preromantické estetiky v Německu a protestantský kazatel. Jeho myšlenky o národech a národních jazycích měly rozhodující vliv na německé, české i další národní obrození v průběhu 19. století.

## Život

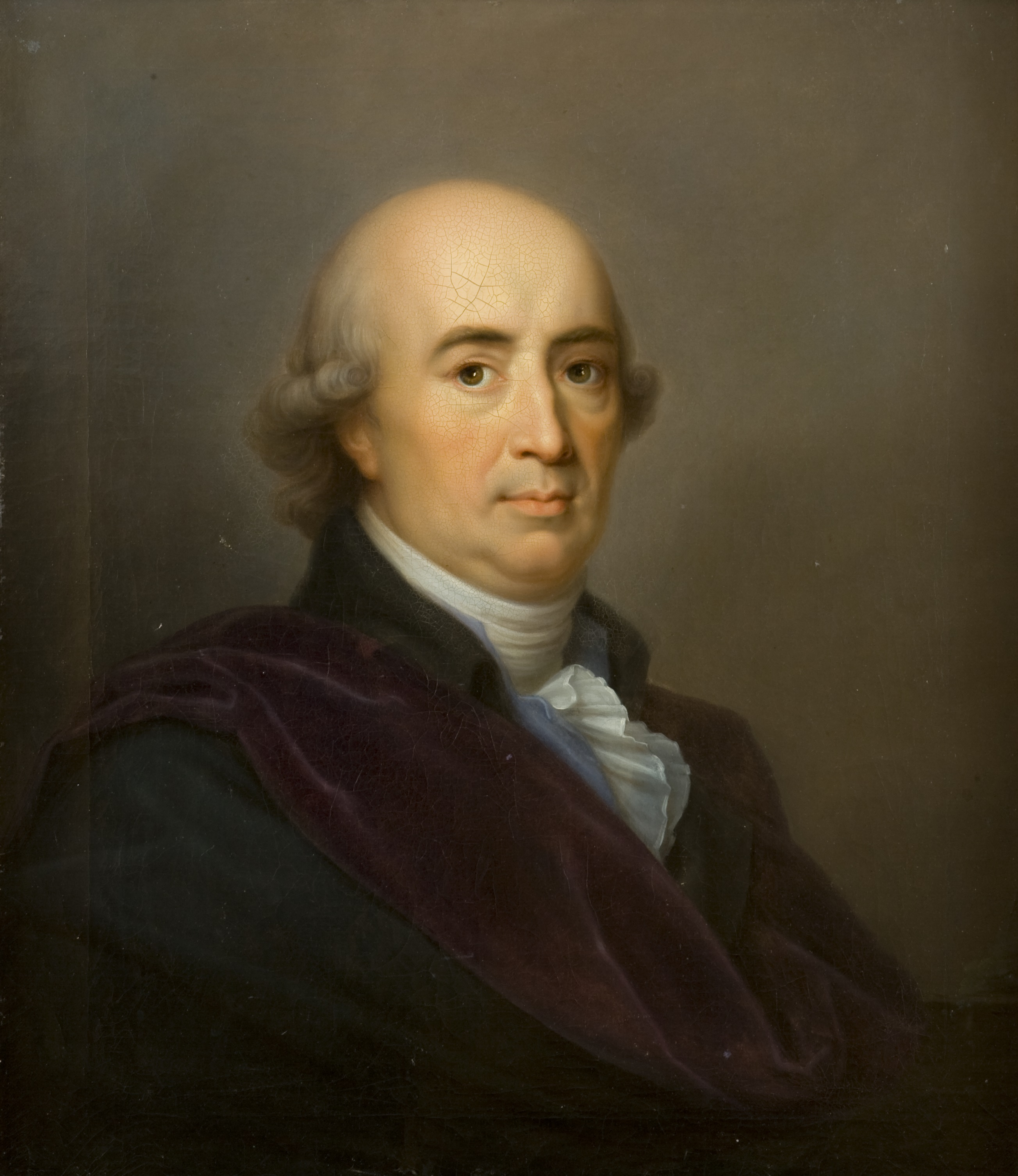
Johann Gottfried Herder na portrétu od německého malíře Gerharda von Kügelgena z roku 1809

Pocházel z chudých poměrů, od roku 1762 studoval v pruské metropoli Královci (Königsbergu), kde mezi jeho učiteli byl také Immanuel Kant. Přiklonil se však k vlasteneckému směru J. G. Hamanna, který zdůrazňoval city proti rozumu a věnoval se dílu německého mystika Jakoba Böhmeho. 
Roku 1764 přišel jako duchovní a učitel do Rigy, roku 1769 cestoval po Francii a 1770 se ve Štrasburku setkal s o čtyři roky mladším Johannem Wolfgangem Goethem, což mělo pro oba životní význam. Z jejich přátelství vznikla skupina Sturm und Drang. Od roku 1771 se stal vrchním duchovním a dvorním kazatelem v Bückeburgu a roku 1776 se s pomocí Goethovou stal superintendentem ve Výmaru. Později přivítal Francouzskou revoluci, což rozladilo řadu jeho přátel, a nakonec se rozešel i s Goethem.
Je pochován uvnitř Kostela sv. Petra a Pavla (Stadtkirche St. Peter und Paul, hovorově Herderkirche) ve Výmaru.

## Myšlenky
Byl také ovlivněn francouzským osvícenstvím, na rozdíl od univerzalistického racionalismu Immanuela Kanta však přikládal velký význam národní a jazykové rozmanitosti. Ve své první významné práci O povaze a původu lidské řeči (1772) zkoumal vznik lidského jazyka vůbec a dospěl k závěru, že řeč nejspíše vznikla ne jako nástroj účelové komunikace, ale společného slavení a svátků. Jeho neobyčejně pronikavé náhledy na společenský význam řeči, na její vliv na myšlení a tudíž i na odlišnost lidských kultur dále rozvinul Wilhelm von Humboldt a navázala na ně řada jazykovědců a antropologů až do současnosti.
V jeho osobě vrcholí německé „národní obrození“, to jest plné uznání němčiny jako jazyka vzdělanosti a kultury a její emancipace z nadvlády latiny a francouzštiny, které o sto let později vedlo i ke sjednocení politickému a stalo se vzorem pro národní emancipační hnutí ve střední a východní Evropě. Národ je podle něj skupina lidí spojených společným jazykem, z něhož vyrůstá i jejich společná, ale ode všech jiných odlišná kultura, což dokládal na lidové poezii, kterou jako první sbíral a vydával (Hlasy národů v jejich písních, 1773). Zabýval se Shakespearem, dávnou poezií germánských národů, ale také poezií Starého zákona, Homérem a Eddou. Proti nekritickému obdivování řecké a latinské antiky vyzvedal středověké umění, zejména gotiku, kterou pokládal za dílo Germánů, vyzvedal však i poezii slovanských národů a předpovídal jim velkou budoucnost. Na to pak navázal romantismus a také české národní obrození.

## Význam

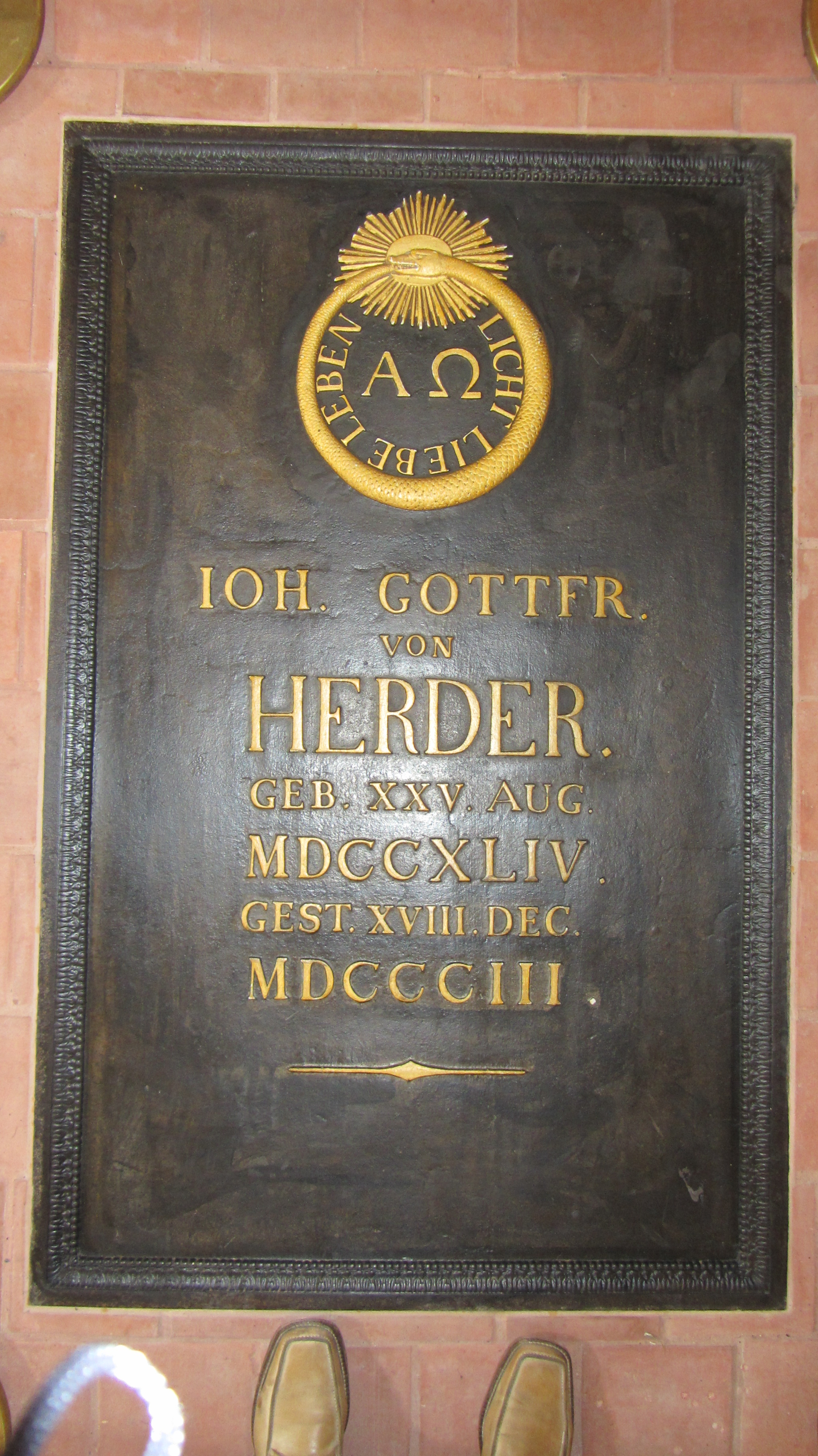
Herderův hrob ve Výmaru

Jeho dílo mělo nesmírný vliv na myšlení, kulturu i politiku celého 19. století. Jeho úvahy o jazyce a jazycích jsou živé dodnes. Silně ovlivnil filosofii Hegelovu, Schleiermacherovu a Nietzschovu, ale i myslitele anglické a americké (John Stuart Mill, John Dewey), u nás zejména Františka Palackého a celé národní obrození.
Čeští obrozenci druhé, ofenzivní fáze národního obrození (první polovina 19. století) přijali Herderův popis Slovanů a často ho účelově upravovali. Ten jim věnuje poměrně krátké dva odstavce ve svém rozsáhlém díle Myšlenky k filozofii dějin lidstva. Jednotný národ Slovanů popisuje jako mírumilovné, krotké a zemědělsky zaměřené venkovany, kteří jsou mravní a pohostinní. Věnují se tedy nejvíce zemědělství, ale i drobným řemeslům a kultuře. Označoval je za národ, který nestojí o dobývání a nadvládu nad světem. Kvůli jejich postojům však často bývali podrobováni, a to nejdříve Franky, poté Sasy, a také Tatary. Slovany dále popisoval jako v boji statečné, ale v porobě lhostejné. A co bylo pro obrozence nejdůležitější, věřil, že Slovany čeká svobodná budoucnost, kdy si budou vládnout sami.
Ačkoli si on sám uvědomoval i nebezpečí národních šovinismů a zdůrazňoval, že národy se „učí navzájem“ a jen ve spolupráci mohou dospět dál, dovolávali se ho všichni vlastenci i nacionalisté až do 20. století. Správně odhadl, že vzestup lidových vrstev a jejich vstup do politiky v demokracii posílí význam veřejné komunikace v lidovém (národním) jazyce, který bude hrát i stále významnější politickou roli.

## Citáty
- „Jací jsme, takové budou naše děti.“
- „Život nám byl dán k práci, lásce a zušlechtění.“
- „Nejstarší úděl života je něco nebo někoho milovat tak vroucně, aby člověk proto musel nenávidět jiné.“
- „Knihy je třeba číst s takovou rozvahou a opatrností, s jakou byly napsány.“
- „Jazyk spojil lidi v národ.“
- "Klesni v prach, anebo se vyzbroj řečí!“

## Dílo
- Pojednání o původu řeči (1772)
- Ještě jedna filosofie dějin ke vzdělání lidstva (1774)
- Lidové písně (1778–1779), později pod titulem Hlasy národů v jejich písních
- Ideje k filosofii dějin lidstva („Ideen zur Philosophie der Geschichte der Menschheit“, 1784–1791)
- O daru jazyků při prvních křesťanských Letnicích (1794)
- O vzkříšení jako víře, události a nauce (1794)